# Lothar Kempter
Lothar Kempter (Lauingen, 5 februari 1844 – Vitznau, 14 juni 1918) was een Duits-Zwitserse componist, muziekpedagoog en dirigent. Hij was een zoon van de organist en muziekleraar Friedrich Kempter (1810-1864) uit Lauingen.

## Levensloop
Kempter studeerde op expliciete wens van zijn vader eerst rechtswetenschap aan de Ludwig Maximilians-Universiteit, die toen nog gewoon "Universiteit München" heette. Na de dood van zijn vader studeerde hij vanaf 1868 muziek aan de Hochschule für Musik und Theater in München, toen nog koninklijke muziekschool geheten, bij onder anderen Hans von Bülow (ensemblespel), Joseph Rheinberger (compositie), Franz Wüllner (koorzang) en Karl Baermann (piano).
In 1870 werkte hij als correpetitor aan het koninklijke hoftheater in München en werd dirigent van de academische zangvereniging aldaar. In 1871 vertrok hij naar Maagdenburg en werd tweede dirigent van het orkest aan het stedelijk theater. In hetzelfde jaar huwde hij daar met de zangeres Caroline Leonoff. Samen hadden zij twee zonen Lothar (1873-1948) en Max (1879-1943).
Daarna was hij voor 3 jaar werkzaam bij het orkest van het theater in Straatsburg. In 1875 werd hij kapelmeester aan het "Aktientheater" in Zürich; zijn vrouw was tevoren al als gastzangeres werkzaam geweest. In 1879 werd hij verantwoordelijke leider van de concerten in de concertzaal "Tonhalle", de thuisbasis van het huidige Tonhalle Orchester Zürich. Van 1875 tot 1915 was hij als dirigent ook verbonden aan de opera in Zürich en had daarmee grote invloed op de ontwikkeling van het muziekleven in deze grootste Zwitserse stad. Verder was hij van 1906 tot 1911 dirigent van de leraren zangvereniging in Zürich.
In 1886 werd hij als opvolger van Gustav Weber docent in muziektheorie en compositie aan de Hochschule für Musik und Theater Zürich in Zürich. In 1916 ging hij met pensioen.  Genaturaliseerd werd hij in 1892.
Als componist schreef hij werken voor orkest, harmonieorkest, muziektheater, vocale muziek en kamermuziek. In 1911 werd hij benoemd tot eredoctor van de Universiteit Zürich.

## Composities

### Werken voor orkest
- 1884: - Ein Albumblatt, voor viool en orkest (of piano)
- 1891: - Dem Schweizervolke! - Festmarsch zur 600-jährigen Jubelfeier der Schweizerischen Eidgenossenschaft
- 1902: - Capriccio, voor dwarsfluit en orkest (of piano), op. 32
- 1904: - Hochzeitsklänge (Huewlijksklanken), voor dwarsfluit en orkest, op. 39
- 1906: - Trost im Leid, voor viool en orkest (of piano), op. 49b
- 1911: - Fantaisie pastorale, voor dwarsfluit en groot orkest (of piano), op. 71
- - Schlaraffen-Marsch

### Werken voor harmonieorkest
- 1891: - Dem Schweizervolke! - Festmarsch zur 600-jährigen Jubelfeier der Schweizerischen Eidgenossenschaft
- 1905: - Fanfaren zum "Sempacherlied"
- 1906: - Festouverture
- 1906: - Präludium
- 1906: - Menuett
- 1906: - Volkslied - a prima vista stuk in de 2e divisie tijdens het Eidgenössische Musikfest in Fribourg in 1906
- 1909: - Festhymne
- 1909: - Renaissance Gavotte
- 1909: - Vor der Schlacht
- 1909: - Abendstimmung
- - Deutscher Gruss - Festmarsch zum VI. Allgemeinen Deutschen Journalisten- und Schriftstellertag in Zürich
- - Erinnerung, voor harmonieorkest - bewerkt door Johannes Heinrich Müller
- - Militär-Marsch
- - Nacht und Morgen, voor harmonieorkest - bewerkt door Johannes Heinrich Müller
- - Pestalozzi-Marsch
- - Schlaraffen-Marsch
- - Trauermarsch nach Verdi'schen Melodien, treurmars
- - Zürich's Gruss (Salut de Zurich), mars - bewerkt door Johannes Heinrich Müller

### Muziektheater

#### Opera's
| Voltooid in | titel               | aktes       | première     | libretto          |
| ----------- | ------------------- | ----------- | ------------ | ----------------- |
| ca. 1870    | Die Flagellantin    |             |              |                   |
| 1895        | Das Fest der Jugend |             |              | Hermann Stegemann |
| 1900        | Die Sansculottes    | 3 bedrijven | 1900, Zürich | Hans Hochfeldt    |

#### Toneelmuziek
- 1879: - Klage der gefangenen Sclavin aus dem Trauerspiel "Nimrod", voor alt, tweestemmig vrouwenkoor en strijkorkest - tekst: Johann Gottfried Kinkel
- 1889: - Fanfares tot de Wagner-cyclus in Zürich, voor 3 trompetten
- 1891: - Festspiel 1891
- 1893: - Dornröschen, lyrisch spel voor solisten, gemengd koor en piano (of orkest) - tekst: Ricarda Huch
- 1895: - Rellechor uit het feestspel voor schuttersfeest in Winterthur, voor vrouwenkoor - tekst: Leonhard Steiner
- 1900: - Festspiel ter gelegenheid van het 50-jarig jubileum van de studentenzangvereniging Zürich - tekst: A. Zimmermann
- 1902: - Wilhelm Tell, toneelmuziek voor het drama van Friedrich von Schiller
- 1903: - Festspiel zum Eidgenössischen Turnfest in Zürich 18. bis 21. Juli 1903
- 1905: - Die Schlacht bei Sempach 1386 - tekst: A. Müllhaupt
- 1905: - Nach tausend und einhundert Jahren - ein Reigenspiel für das Eidgenössische Sängerfest in Zürich - tekst: Ulrich Farner
- - Het wonder, legendenspel van Richard Voß
- - Agnes Bernauer, muziek tot het drama van zowel Friedrich Hebbel als Arnold Ott
- - Faust, muziek tot de tragedie van Johann Wolfgang von Goethe
- - Hannele, muziek tot het drama van Gerhart Hauptmann
- - Die Journalisten, muziek tot het blijspel
- - Julius Caesar, toneelmuziek voor blazers en slagwerk tot de 5e akte van het drama van William Shakespeare
- - Die Jungfrau von Orléans, toneelmuziek tot het drama van Friedrich von Schiller
- - Karl der Kühne, toneelmuziek tot "Karl der Kühne und die Eidgenossen" van Arnold Ott
- - Viel Lärm um nichts (Much Ado About Nothing), toneelmuziek - tekst: William Shakespeare
- - Der Traum, ein Leben, toneelmuziek tot het drama van Franz Grillparzer
- - Timon von Athen (Timon of Athens), balletmuziek voor blazers, harp en triangel tot het drama van William Shakespeare

### Vocale muziek

#### Cantates
- 1876: - Die Murtenschlacht - Festcantate zur 400 jährigen Jubelfeier der Schlacht bei Murten, 1476, cantate voor solisten, gemengd koor en orkest - tekst: Arnold von Salis
- 1907: - Schweizer Bundeshymne für das Eidgenössische Schützenfest Zürich 1907, cantate voor solisten, mannenkoor en orkest - tekst: Josef Victor Widmann
  1. Barmherzige Brüder (Zang van de monniken): "Rasch tritt der Tod den Menschen zu", voor gemengd koor 
  2. Muziek voor het finale van de Rütliscène, voor orkest
  3. Huwelijksmuziek (Hohle Gasse), voor blazers
- - Kantate "Singet dem Herrn ein neues Lied", voor sopraan, vrouwenkoor, gemengd koor en orgel, op. 48

#### Werken voor koor
- 1895: - Mahomet's Gesang, voor mannenkoor (TTBB), groot orkest en orgel (ad libitum) - tekst: Johann Wolfgang von Goethe
- 1896: - Schmiedelied, voor mannenkoor en orkest (of piano), op. 16a - tekst: Leonhard Steiner
- 1896: - Winterscene aus Polen, voor mannenkoor, op. 19 nr. 1 - tekst: Gustav Pfizer
- 1896: - Hans im Unmut, voor mannenkoor, op. 19 nr. 2 - tekst: Ernst Lenbach
- 1896: - Rheinwein, voor mannenkoor, op. 20 - tekst: Ernst Lenbach
- 1897: - Vier Gesänge, voor mannenkoor (TTBB), op. 23
  1. Es türmen sich berghoch die Wogen - tekst: Aleksej Konstantinovitsj Tolstoj
  2. Die Amsel sang - tekst: Ernst Lenbach
  3. Lerche und Nachtigall - tekst: Ernst Schulze
  4. Herr Olaf - tekst: Gustav Kastropp, uit "König Elfs Liedern"
- 1897: - S' Blüemli, Zwitsers lied in Japanse kleden voor gemengd koor en piano
- 1898: - Dreiklang, voor mannenkoor, op. 25 - tekst: Julius Gersdorff
- 1898: - Waldstimmen, voor mannenkoor, op. 26 - tekst: Adolph Katsch
- 1899: - Mein Moselland, voor mannenkoor, op. 27 - tekst: Emmy Rüden von Spillner
- 1899: - Sankt Gallus, voor mannenkoor, op. 28 - tekst: Fr. Rohrer
- 1899: - Im Bivouak, voor mannenkoor, op. 29 - tekst: Josef Ritter von Weilen
- 1902: - Märchen (Sprookjes), voor mannenkoor, op. 33 - tekst: Isabelle Kaiser
- 1906: - Der Tod des Sardanapal, voor bariton, mannenkoor en orkest, op. 47 - tekst: Maurice Reinhold von Stern
- - Der Volksgesang, voor mannenkoor, op. 34 - tekst: Paul Baehr
- - Waldesfriede, voor mannenkoor, op. 35 - tekst: Max Wetter
- - Du herrlicher Mai, voor mannenkoor, op. 36 - tekst: Süss-Kastropp
- - Die Nachtigall "Das macht, es hat die Nachtigall", voor vierstemmig vrouwenkoor - tekst: Theodor Storm

#### Liederen
- 1874: - Benedictus, voor sopraan, bas en orgel
- 1884: - Stella dell‘ amore, voor zangstem en piano - tekst: Fr. Rohrer
- 1894: - Der Liebe Leid und Lust, cyclus van vijf liederen voor zangstem en piano, op. 13 - tekst: Emanuel Geibel
- 1894: - Drei Lieder, voor zangstem en piano, op. 14
- 1895: - Liebesbriefe, cyclus van vijf liederen voor zangstem en piano, op. 15 - tekst: Ernst Lenbach
- 1896: - Der welke Kranz, voor zangstem en piano, op. 16 - tekst: Wilhelm Hertz
- 1897: - Zwei launige Lieder, voor zangstem en piano, op. 21 - tekst: Adolf Katsch
  1. Vorsicht
  2. Die Ur-Grossmutter
- 1897: - Zwei geistliche Lieder, voor middenstem en orgel (of piano), op. 24
  1. Maria's Schmerz - tekst: Karl Grüneisen
  2. Das schlummernde Jesuskind - tekst: Sophie Schwarz
- 1901: - Lethe, voor tenor, strijkers en harp, op. 31 - tekst: Konrad Ferdinand Meyer
- - Zwei Gedichte von Adolph Katsch, voor zangstem en piano, op. 2
  1. Heimliches Leid
  2. Allein
- - Erinnerung, voor zangstem en orkest (of piano) - tekst: Emanuel Geibel
- - Wär' ich ein Stern, voor zangstem en piano

### Kamermuziek
- 1904: - Hochzeitsklänge (Huewlijksklanken), voor dwarsfluit en piano, op. 39
- - Ballade, voor dwarsfluit en piano, op. 37
- - Fantaisie pastorale, voor dwarsfluit en piano, op. 71
- - Romance, voor viool, altviool, cello en harp (of piano), op. 43

### Werken voor piano
- 1891: - Dem Schweizervolke! - Festmarsch zur 600-jährigen Jubelfeier der Schweizerischen Eidgenossenschaft
- 1899: - Deutscher Gruss - Festmarsch zum VI. allgem. deutschen Journalisten- u. Schriftstellertag in Zürich

## Publicaties
- Studien in der Harmonie- und Kontrapunkt-Lehre, 1869.